# Episodi de L'allieva (prima stagione)
La prima stagione della serie televisiva L'allieva, composta da 11 episodi, è stata trasmessa in prima visione in Italia da Rai 1 dal 27 settembre al 31 ottobre 2016.
| nº | Titolo                       | Prima TV Italia   |
| -- | ---------------------------- | ----------------- |
| 1  | Sindrome da cuore in sospeso | 27 settembre 2016 |
| 2  | L'allieva                    | 4 ottobre 2016    |
| 3  | Segreti a fior di pelle      | 4 ottobre 2016    |
| 4  | Un tuffo al cuore            | 11 ottobre 2016   |
| 5  | Per sempre bella             | 11 ottobre 2016   |
| 6  | Corno d'Africa               | 17 ottobre 2016   |
| 7  | L'ultimo jogging             | 17 ottobre 2016   |
| 8  | Un cuore a metà              | 24 ottobre 2016   |
| 9  | Ossa                         | 24 ottobre 2016   |
| 10 | Un segreto non è per sempre  | 31 ottobre 2016   |
| 11 | Quello che non so di te      | 31 ottobre 2016   |

## Sindrome da cuore in sospeso

### Trama
Alice Allevi è una studentessa di medicina ad un passo dalla laurea che ha molti dubbi riguardo al futuro e alla specializzazione da intraprendere. Una sera Amalia, la nonna di Alice che abita a Sacrofano, paesino della periferia di Roma, trova la sua badante russa Tamara senza vita in casa, e la prima cosa che fa, sperando sia solamente svenuta, è chiamare la nipote che è quasi un medico. Dato che è chiaro che la ragazza è ormai senza vita viene allertata la polizia che arriva per le rilevazioni ed insieme agli agenti arriva anche il giovane e affascinante medico legale, Claudio Conforti, il quale invita Alice a partecipare alle rilevazioni sul cadavere che rivelano che la badante è stata uccisa con un colpo alla testa con un oggetto contundente. L'occasione inaspettata e il fascino esercitato su di lei da Claudio convincono Alice a decidere di fare domanda di internato presso l'istituto di medicina legale. Nel frattempo Alice fa conoscenza con una giovane ragazza giapponese di nome Yukino che ha risposto al suo annuncio per trovare una coinquilina con la quale dividere l'affitto del suo appartamento da studentessa a Roma. Quando Alice decide di andare all'istituto di medicina legale con l'intento di fare domanda di internato incontra Claudio che le propone di partecipare all'autopsia di Tamara. Nella biblioteca dell'istituto Alice fa conoscenza con Lara, una specializzanda, che le parla del personale dell'istituto e soprattutto del direttore Paul Malcomess e della severissima professoressa Valeria Boschi soprannominata Wally, sua vice. L'autopsia, nella quale Alice viene invitata da Claudio ad avvicirsi al cadavere nonostante la sua riluttanza, rivela che Tamara aveva appena avuto un figlio nonostante non lo sapesse nessuno. A casa della nonna Alice scopre dei documenti che Tamara aveva nascosto dietro ad un termosifone tra i quali la foto di un bambino, l'ecografia di una bambina e un biglietto aereo per Mosca, scopre inoltre che è sparito una statuina di bronzo che ipotizza essere l'arma del delitto. Accompagnando poi la nonna a casa dell'amica Luisa, Alice conosce la badante di quest'ultima che si chiama Belinda ed era amica di Tamara. Al funerale di Tamara Alice conosce Fabio, il ragazzo di Tamara e probabile padre della figlia, mentre a casa di Luisa conosce suo figlio Luca Mancini. Alice nel frattempo viene invitata ad una festa da suo fratello Marco dove vede il suo amico Arthur dal quale rimane molto colpita ma rinuncia a parlarci perché lo vede in compagnia di una ragazza che in realtà è sua sorella. Tornando a Sacrofano Alice vede lungo la strada Belinda in pessime condizioni e offrendosi di riaccompagnarla a casa Mancini si accorge innanzitutto che la ragazza è stata picchiata da un uomo, ma anche che in casa ci sono dei vestitini da bambino, quando invece si sa che i Mancini non riescono ad avere figli. Alice nel frattempo sta studiando per dare l'esame di medicina legale con la Wally quando Yukino, che sa leggere i fondi di caffè, le preannuncia che avrà una fortuna inaspettata e infatti il giorno dopo la temibile professoressa le chiederà l'unico argomento che ha studiato alla perfezione permettendole di prendere il massimo dei voti. Alice spinta da questo risultato decide di fare la tesi in medicina legale e comunica al professor Malcomess di aver scelto Claudio come relatore. Intanto la polizia viene a sapere che Tamara alle ecografie si era presentata non con Fabio, ma con un altro uomo. Tornando a casa della nonna Alice trova Luca Mancini che sta cercando qualcosa, che si rivela essere un prezioso anello che aveva regalato a Tamara, che pare essere stata la sua amante. Alice riesce a far confessare Belinda che Tamara aveva fatto un patto con i Mancini secondo il quale in cambio della bambina avrebbe dato lei un anello prezioso, in quanto loro non potevano avere bambini. L'accordo era saltato perché le ecografie avevano evidenziato che la figlia sarebbe nata con un problema al cuore. Intanto la polizia ha ritrovato la statuina usata per uccidere Tamara e dei testimoni affermano di averla vista gettare dall'auto di Mancini. Nel frattempo Belinda sparisce e Alice inizia a pensare al peggio salvo poi scoprire che è stato suo fratello Marco ad aiutarla a nascondersi a Roma, andandola a trovare riesce finalmente a farsi raccontare la verità cioè che Belinda ha assistito di nascosto all'omicidio di Tamara quando è avvenuto: ad ucciderla non è stato come pensava Mancini ma il fidanzato Fabio a seguito di un litigio provocato dal fatto che Tamara voleva lasciarlo per tornare in Russia con la figlia. Nell'uscire dalla casa in cui si sono incontrate Alice viene aggredita da Fabio che è venuto a conoscenza del nascondiglio della ragazza e vuole metterla a tacere. Fortunatamente la polizia, avvertita da Claudio che sapeva dell'intenzione di Alice di andare a trovare Belinda, interviene arrestando Fabio. Claudio, nonostante fosse inizialmente arrabbiato perché la ragazza aveva comunicato l'intenzione prima al direttore che a lui stesso, accetta di fare da relatore per la tesi di Alice. La sera Alice viene chiamata da Claudio che le dice di venire in istituto. Lì c'è Calligaris e quando se ne va Claudio dice ad Alice che deve rilassarsi e lì mette prima la mano sulla schiena e poi le massaggia le spalle. Nel frattempo Arthur che si è fatto dare il numero di Alice da Marco la chiama per chiederle di uscire ma sfortunatamente risponde la nonna che non capisce chi è e riaggancia.

## L'allieva

### Trama
Alice che è finalmente riuscita a diventare a tutti gli effetti una specializzanda in medicina legale si trova in un negozio a scegliere il vestito da indossare alla festa dell'istituto di medicina legale, quando una giovane commessa si offre di aiutarla. Il mattino seguente Claudio fa partecipare Alice al suo primo sopralluogo: la vittima è una giovane ragazza di nome Giulia Valenti che è stata trovata morta in casa dalla sua coinquilina, la morte pare sia dovuta ad una overdose di eroina. Alice scopre che la ragazza morta, è proprio la commessa che le aveva consigliato il vestito il giorno prima, quindi si interessa particolarmente al caso. Parlando con i parenti della vittima Alice viene a scoprire che la ragazza morta era allergica al paracetamolo, infatti l'autopsia rivela che la sua morte non è dovuta, come inizialmente si pensava, ad un'overdose, ma ad uno shock anafilattico provocato da una reazione allergica al paracetamolo, che si suppone sia stato utilizzato come sostanza per tagliare l'eroina. Viene poi ritrovata in un cassonetto la siringa utilizzata dalla ragazza per iniettarsi l'eroina sulla quale si trovano tracce di un DNA maschile e di uno femminile, il fatto che la siringa sia stata trovata così lontano dimostra che qualcuno deve averla gettata dopo la morte di Giulia. Nel frattempo Alice, ad una mostra fotografica organizzata da suo fratello Marco, incontra nuovamente il ragazzo misterioso che le piace tanto che scopre essere Arthur Malcomess, il figlio del direttore del suo istituto e scopre anche che la ragazza che stava sempre vicino a lui non è la sua fidanzata ma la sua sorellastra Cordelia. Alice viene poi invitata a cena da Arthur che le rivela di essere un reporter di viaggi, i due finiscono per baciarsi, ed Alice è dispiaciuta in quanto Arthur le rivela di dover partire a breve per un viaggio di lavoro in Turchia. Alice viene contattata da Bianca, la sorella di Giulia, dalla quale viene a sapere che la ragazza aveva una storia con il loro cugino acquisito Jacopo. Bianca convince Alice che ad uccidere Giulia sia stata Doriana, la fidanzata di Jacopo, per gelosia in quanto aveva scoperto la relazione tra i due cugini, per questa ragione la invita a fare un test non autorizzato per comparare le tracce trovate sulla siringa con il DNA di Doriana per incastrarla. Nel frattempo Alice va alla festa dell'istituto alla quale si sente fuori luogo, finché a sorpresa non arriva Arthur a prenderla per trascorrere la notte insieme. Durante un ulteriore incontro con Bianca, Alice vede che la ragazza ha nella borsetta un medicinale a base di paracetamolo e capisce che è stata lei ad uccidere Giulia in quanto gelosa del rapporto che aveva con Jacopo. Intanto Arthur è partito di nuovo ed Alice è triste anche perché la professoressa Boschi le sta col fiato sul collo per un articolo che le ha dato da scrivere e Claudio, per gelosia, continua a farle battute sul fatto che esce con il figlio del capo.
- Altri interpreti: Chiara Bassermann, Rocco Giusti, Francesco Ferdinandi, Maria Chiara Giannetta (Giulia), Paolo Romano

## Segreti a fior di pelle

### Trama
Un ragazzo in stato di fermo muore per un'insufficienza respiratoria a seguito di un colpo fatale. Intanto, per Alice amore e lavoro non corrono nella stessa direzione. La ragazza ha la testa sulle nuvole, è innamorata di Arthur e ne risente pure il lavoro. Claudio, però, nota che qualcosa distrae Alice, è giù di morale e non è attenta e la richiama ad una maggiore attenzione. Alice, infatti, ha litigato pesantemente con Arthur, perché quest'ultimo ha deciso di trasferirsi a Parigi, in Francia per diventare il reporter che ha sempre sognato, Alice è distrutta dal dolore perché non sa più se continueranno a stare insieme e non lo saluta nemmeno per la sua partenza. Alla fine Alice si rende conto di amare per davvero Arthur e non sapendo dove sia in quel momento gli scrive una lettera d'amore tramite e-mail.
- Altri interpreti: Alessia Giuliani, Massimiliano Vado

## Un tuffo al cuore

### Trama
Alice è preoccupata perché Arthur è partito e non ha più sue notizie da diversi giorni. Intanto una giovane tuffatrice, Marta Savi, muore durante una gara. Inizialmente Claudio è fermamente convinto che la causa della morte sia dovuta al fatto che la tuffatrice ha assunto sostanze dopanti, l'autopsia rivela però che la morte della ragazza è stata causata invece dalla rottura della milza che era ingrossata a causa della mononucleosi. Nel frattempo Gloria, amica e rivale di Marta, confessa di avere somministrato delle anfetamine alla ragazza per aiutarla a superare il senso di stanchezza dovuto alla mononucleosi in modo che potesse partecipare alla gara. Credendo che ciò possa essere stata la causa della sua morte, tenta il suicidio a causa dei sensi di colpa; fortunatamente Alice riesce a fermarla spiegandole che la morte è dovuta ad un trauma che ha provocato la rottura della milza ingrossata dalla malattia. Alla fine si scopre che il trauma che ha causato la rottura della milza e quindi la morte di Marta è stato provocato da uno spintone che la ragazza ha ricevuto dal suo allenatore durante una discussione, nata dal fatto che Marta aveva scoperto che l'uomo che aveva una relazione con sua madre aveva anche una relazione segreta con Gloria. Intanto la Wally assegna ad Alice una ricerca su delle larve e le promette che se farà un buon lavoro il suo nome sarà associato a quello del professor Malcomess durante la presentazione ad un importante congresso; Alice però è poco interessata alla ricerca a tal punto che lascia morire le larve provocando la rabbia della professoressa, che alla fine però decide di dare alla ragazza un'ulteriore possibilità. Nel frattempo Arthur ritorna inaspettatamente a Roma perché a causa di un piccolo infortunio sul lavoro necessita di cure mediche che in Africa non sono disponibili. L'occasione permette ad Alice di riavvicinarsi al ragazzo che però, una volta ristabilitosi, decide di partire nuovamente.

## Per sempre bella

### Trama
Alice, alle prese con l'ideazione di un nuovo "look" alla vigilia della prima cena a casa Malcomess, si sente più insicura che mai. Intanto, la titolare di una clinica di bellezza muore prima di sottoporsi a un intervento di chirurgia plastica. Il decesso è stato causato da un arresto cardio-circolatorio dovuto a un medicinale contenuto nella pre-anestesia. Errore umano o atto premeditato? La scoperta della verità aprirà in Alice nuove consapevolezze: la bellezza non è una meta da raggiungere, ma una conseguenza per chi è davvero felice. Alice lo capisce solo dopo un bacio inaspettato.
- Altri interpreti: Beatrice Luzzi

## Corno d'Africa

### Trama
Una donna africana viene trovata morta lungo una strada provinciale. Sfregiata con l'acido, si suppone sia una prostituta punita per uno sgarro. Tuttavia, il dettaglio di una cicatrice tribale presente nel corpo, permetterà ad Alice di rintracciarne l'identità e la storia. 
Ma la domanda che agita Alice è diversa: è davvero felice accanto ad Arthur? Mentre tra di loro le cose continuano a non andare bene a causa dell'assenza di lui con Claudio, nonostante lei continui a tentare di tenerlo a distanza, le cose lentamente iniziano a cambiare. Alla ricerca di Arthur scomparso a causa di una delusione lavorativa Alice incontra Claudio al bar un po' brillo e l'uomo cerca di metterla in guardia dalla diversità che "quelli come loro" hanno dai Malcomess.
- Altri interpreti: Anna Ammirati, Kelly Palacios

## L'ultimo jogging

### Trama
Alle prese con la consegna della tesina di valutazione intermedia, Alice lavora giorno e notte... ma intanto, le cose con Arthur non vanno bene: Alice lo sente distante e litigano spesso. Con Claudio sembra essere stata ritrovata un'apparente serenità dopo quel primo bacio, nel frattempo l'uomo si allontana da Ambra.
Il caso di una donna ritrovata morta mentre faceva jogging la distoglie dal suo studio. Chi può essere stato l'autore di quell'omicidio? L'ex fidanzato della vittima? O uno degli utenti della community in cui la donna chattava? 
Prima della sua ennesima partenza, Arthur va a trovare Alice per far pace con lei, ma la trova piena di dubbi. 

## Un cuore a metà

### Trama
Alice inizia la giornata con un nuovo caso da seguire insieme a Claudio: una donna è scomparsa e il vicequestore pensa che sia stata uccisa dal marito. Il cadavere però non c'è, c'è solo un'accetta sporca di sangue e una vicina dice di aver visto l'uomo, dopo una notte di urla con la moglie, scavare in giardino. L'avvocato dell'uomo sospettato è Silvia, l'amica di Alice. E lei è certa dell'innocenza del suo assistito, che è anche un amico. Arthur videochiama Alice e le dice che gli dispiace aver perso del tempo prezioso da trascorrere insieme. Le ripete che la ama e che sente molto la sua mancanza. Ma, soprattutto, le dice che il giorno dopo dovrebbe arrivare a Roma. Alice non riesce a parlargli, soprattutto, non sa come dirgli che lei e Claudio partiranno da soli per un congresso di medicina. Silvia chiede aiuto ad Alice per scagionare il suo assistito. Sa che è innocente. La Wally continua a stare con il fiato sul collo della povera Alice. La polizia porta a Claudio e Alice i reperti raccolti sul luogo del presunto delitto. Il Supremo comunica ad Alice che sarà lei ad accompagnare Conforti a un convegno, visto che lui non potrà esserci. E a sceglierla è stato proprio Claudio. La ragazza si preoccupa: c'è un doppio fine? La sera Alice riceve la chiamata di Arthur che la informa di non poter tornare per almeno un'altra settimana. Lei così potrà andare tranquillamente al congresso nel week end. Yukino è in crisi: Marco sta studiando il giapponese per andare a conoscere i suoi genitori, ma lei non ha ancora lasciato il suo fidanzato ufficiale, e Marco non lo sa. Alice le consiglia di prendere una decisione. Le analisi di Anceschi sull'accetta confermano che il sangue sull'arma è della donna scomparsa. Alice continua insieme a Silvia le sue indagini personali per trovare la donna scomparsa. Poi arriva il momento di partire con Claudio e lui non prende occasione per punzecchiarla. Dopo il convegno arriva il momento del tuffo in piscina, con tanto di scherzo di Claudio che 'ruba' il costume ad Alice. Arriva poi la cena. E Conforti si mostra stranamente romantico, iniziando a flirtare con Alice. Alice beve troppo e i due finiscono con il passare la notte insieme. La mattina dopo, però, lei è già in crisi e dice di aver sbagliato. Lui, invece, non è affatto pentito, anzi. Alice e Silvia vanno a parlare con il marito della donna scomparsa. Ora anche la polizia sembra credere all'ipotesi delle due ragazze: la donna potrebbe essere andata via con il suo amante. Claudio affronta Alice: le rinfaccia di non voler parlare di quello che è successo tra loro. Alice si ritrova confusa con il cuore diviso in due. Alice si accorge di aver dimenticato la cartellina del congresso a casa di Giuliano, marito della donna scomparsa. Torna lì e sventa il suo tentativo di suicidio con il gas di scarico della macchina. Intanto arriva la notizia dell'arresto dell'amante della donna scomparsa: è stato lui a ucciderla e nasconderne il cadavere, cercando di incastrare Giuliano.

## Ossa

### Trama
Mentre Alice pensa di dire la verità ad Arthur, a casa sua si presenta Toshiro, il fidanzato di Yukino. E ora Alice deve pensare a come tenere suo fratello Marco lontano da casa sua. Intanto arriva un nuovo caso: nei lavori di ristrutturazione di un refettorio vengono ritrovate le ossa di una donna. E il vicequestore ricorda il caso di una quindicenne scomparsa tanti anni prima. Alice va in aeroporto da Arthur, ma lui le dice che deve ripartire subito per lo Yemen. Lei così non avrà il problema di dirgli la verità. Almeno non per ora. Alice e Yukino riescono ad evitare che scoppi la bomba tra Toshiro e Marco, facendo credere al primo che il fratello di Alice sia gay, al secondo che Toshiro sia il cugino di Yukino. Si tiene l'autopsia di Paola, la quindicenne trovata morta a distanza di tanti anni dalla sua sparizione. E tocca poi ad Alice rapportarsi con il padre che chiede notizie. Alice continua a non voler affrontare Claudio, ma lui non molla la presa. Mentre a casa di Alice festeggiano il compleanno della nonna, la donna si sente male. La nipote la visita e scopre che ha la pressione alta. La Wally continua a rendere la vita maledetta ad Alice. Le prime analisi sul cadavere di Paola portano a stabilire che è morta lo stesso giorno della sua scomparsa. Continuano le analisi per l'omicidio di Paola e Conforti non perde occasione per trattare male Alice. Arthur chiama Alice e le dice che quella sera sarà per due ore all'aeroporto di Roma. Lei promette che ci sarà, anche perché ha qualcosa di importante da dirgli. Alice arriva all'aeroporto e scopre da Cordelia, la sorella di Arthur, che lui è dovuto partire in anticipo. E quindi non si vedono neanche stavolta. Lei entra in crisi. La nonna di Alice si riprende e arriva in ospedale anche Marco. Che, dopo aver saputo la verità da Yukino, se la prende anche con la sorella. Appena arrivata in istituto Alice ha un nuovo scontro con Claudio che però stavolta si mostra gentile, dandole i suoi appunti del congresso per la relazione che dovrà tenere il giorno dopo davanti a tutti. Yukino soffre per amore: è stata lasciata sia da Toshiro che da Marco. Le indagini di Alice, portate avanti insieme al vicequestore, portano a una terribile verità: a causare la morte di Paola, durante una lite, è stato il padre. Arriva per Alice il momento di relazionare a tutto l'istituto sul congresso a cui ha preso parte. È già disperata, immagina già la sua figuraccia, quando a salvarla arriva Claudio, con una relazione già pronta. E la ragazza capisce che deve affrontare ciò che prova per lui.
- Altri interpreti: Alfredo Pea

## Un segreto non è per sempre

### Trama
Alice deve prendere parte, insieme ad Anceschi, a una visita medica per la perizia di interdizione di un famosissimo scrittore, Corrado Azais. Ma ben presto, a causa di un imprevisto di Anceschi, si ritrova a dover fare tutto da sola. Intanto al dipartimento c'è un esame per vincere un seminario a Parigi di 30 giorni. Il fratello di Alice è ancora molto arrabbiato con Yukino, e per ripicca esce con Lara. Alice indaga sul passato di Azais e informa Anceschi, nel mentre arriva la notizia della morte dello scrittore. Conforti deve occuparsi dell'autopsia e insieme a lui c'è Alice. Il dottore non perde occasione per far pesare all'allieva la loro condizione. A prima vista la morte di Azais sembra un suicidio, ma Alice non ci crede. Alice riceve una videochiamata di Arthur, che si mostra persino geloso di Claudio. Ma i due ragazzi non riescono a parlare molto, perché cade la linea. È il momento dell'autopsia di Azais, e Conforti si presenta in compagnia di una affascinante collega, la dottoressa Beatrice Alimondi, che farà una consulenza. La faccenda della morte di Azais si complica: una donna dice alla polizia che l'uomo l'aveva nominata sua erede in quanto aveva rubato il suo primo romanzo al padre, diventando famoso. L'uomo, in punto di morte, voleva rimediare alla sua truffa. Alice racconta a Silvia quello che è accaduto con Claudio. La ragazza dice di essere certa di essere innamorata di Arthur, eppure non riesce a smettere di pensare a Conforti. Intanto continuano le indagini sulla morte di Azais. La Alimondi ha capito che tra Claudio e Alice c'è qualcosa e affronta la ragazza, che però nega. La Alimondi racconta di essere stata per 3 anni la fidanzata di Conforti. Alice, su richiesta del vicequestore, parla con la nipote di Azais, per capire se possa aver visto qualcosa di strano il giorno della morte del nonno. Arthur fa una sorpresa ad Alice e si fa trovare a casa sua. Lei è felicissima, anche se deve accompagnarlo al compleanno della sorella Cordelia, prima di poter stare un po' sola con lui. Cordelia, però, è tristissima perché è stata lasciata dal fidanzato. La ragazza rivela ad Alice che suo fratello partirà quella sera stessa per Parigi. Alice è furiosa. Durante la lite con Arthur, lei gli rivela di essere stata con un altro. E lui capisce che si tratta di Claudio. Arthur se ne va e Alice, pur scossa, è quasi sollevata dall'aver detto la verità. Il giorno dopo la ragazza si butta a capofitto nel lavoro. L'indagine su Azais si fa sempre più complicata. La vedova del vero scrittore rivela ad Alice che sua figlia Asia è in realtà figlia di Azais, e non solo sua unica erede. Yukino è in crisi: ha visto Marco con Lara e ne parla con Alice. La Wally comunica ad Alice che ha vinto il seminario a Parigi, alla Sorbona. Malcomess però non è molto convinto della partenza di Alice e la invita a valutare se sia il caso che ci vada Ambra al suo posto, visto che ha sempre avuto un rendimento più costante. Il professore teme anche che Alice voglia andare a Parigi perché è lì che si trasferirà Arthur per lavoro. Alice torna a parlare con la nipote di Azais perché ha capito che ha mentito. La ragazza quindi racconta che ha visto suo padre uccidere il nonno.
- Altri interpreti: Gisella Burinato

## Quello che non so di te

### Trama
Alice, dopo averci pensato molto, dice a Malcomess che rinuncia a Parigi e lascia partire Ambra e Claudio ne è felice. Intanto i due devono andare sul luogo del suicidio di una giovane transessuale. Sul posto Alice scopre che lì tutti conoscono Claudio: è il quartiere dove lui è cresciuto. Lara rivela ad Alice che ha chiuso con Marco: lui le ha rivelato che è gay. Alice, però, capisce che il fratello l'ha scaricata perché ama ancora Yukino. Il vicequestore informa Alice e Conforti che si sospetta l'omicidio per la giovane trovata morta. I vicini hanno sentito una lite furiosa tra lei, il padre e il fratello. Claudio fa condurre l'autopsia della giovane morta ad Alice. Alice torna a casa e corre a dire a Yukino che Marco ha lasciato Lara e che è innamorato di lei. Il giorno dopo Alice continua a indagare sulla morte della giovane, insieme al vicequestore. Il padre e il fratello sono i primi sospettati. Claudio regala un libro di poesie di Jacques Prévert ad Alice per augurarle buone vacanze. Alice e Marco intanto si confidano le reciproche pene d'amore. La Alimondi fa credere ad Alice che il libro che Claudio le ha regalato è lo stesso per tutte. Lei quindi glielo restituisce, ma lui le dice che la donna mente: lo ha solo visto comprare quel libro e non lo ha digerito. I due finiscono per litigare, e Claudio scopre che Alice e Arthur si sono lasciati e che il giovane Malcomess sa di loro. Proseguono le indagini sulla morte di Valeria. Il padre e il fratello sembrano sempre più coinvolti. Il Supremo chiama Alice: Cordelia ha tentato il suicidio. Alice corre in ospedale e su richiesta di Malcomess chiama Arthur. Lui la tratta freddamente, ma quando sente della sorella dice che arriverà subito a Roma. Alice scopre che Valeria, la giovane transessuale morta, era innamorata. Intanto le indagini medico legali fanno concentrare le attenzioni su tre uomini che hanno un cane. Peli di cane, infatti, sono stati rinvenuti sul cadavere. Mancano due giorni a Ferragosto e Claudio invita Alice ad andare insieme da qualche parte. Lei però rifiuta. Lui continua a non capire perché Alice non voglia dargli una possibilità. Alice spiega che ha paura di perderlo come amico e come collega. Lui non la prende bene e se ne va. La Alimondi dice ad Alice che Claudio è davvero innamorato di lei. E la invita a non farselo scappare. Yukino ha deciso di tornare in Giappone. Partirà il giorno di Ferragosto. Arthur va da Alice e le dice che ha bisogno di lei. Per questo, se vuole, può andare a fare la specializzazione a Parigi. Lei, però, non sembra apprezzare il fatto che Arthur pensi sempre per due. Arthur pensa che Alice non voglia lasciare Roma per Conforti. Lei non lo ammette, ma chiede del tempo per pensare. Lui se ne va. Conforti deve andare a far visita alla professoressa del palazzo dove abitava e chiede ad Alice di accompagnarlo. Alice ha un'intuizione su chi potrebbe essere l'amante di Valeria e il responsabile della sua morte, un uomo sposato del palazzo. Alice dice al fratello che Yukino partirà quella notte e lo invita a correre a fermarla. Marco corre da Yukino e la ferma. La mattina dopo Arthur aspetta Alice sulle scale dell'istituto. Le chiede scusa e le chiede di andare con lui a Parigi. Oppure vorrebbe che lei gli chiedesse di restare a Roma. Alice non dice nulla e Arthur se ne va. Claudio vede tutto. Subito dopo Claudio dice ad Alice che vuole stare con lei, vivere con lei. Cosa farà Alice?
- Altri interpreti: Pia Engleberth